# 新修本草

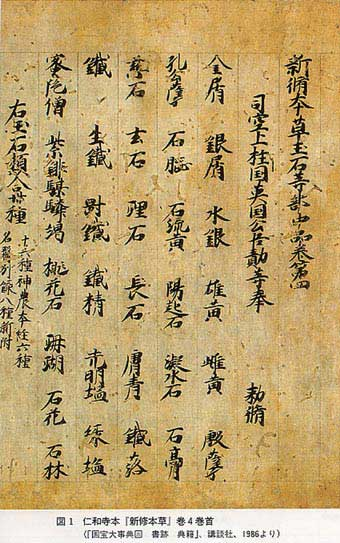
13世纪《新修本草》抄本残卷，为日本国宝

《新修本草》，因成书时主持修撰的是英国公李勣而又名《英公本草》，是世界上最早的一部由国家权力机关颁布的的药学专著，成书于唐显庆四年（659年），被称为是世界上最早出现的药典。其作为药典的地位并非毫无争议，例如于赓哲认为此书对社会上的药材流通没有法律规范效力，“不如说是药材百科全书”。
显庆三年（658年），右监门府长史苏敬向唐高宗进表请修本草，高宗下令组织了长孙无忌、许孝崇、李淳风、孔志约等22人与苏敬同编新本草，“普颁天下，营求药物”，从唐显庆二年（657年）开始编写到唐显庆四年（659年）正月使其成书共历时两年。全书共54卷，分为三部分：正文、药图和图经。《正文》即通称《新修本草》凡20卷，目录1卷；药图25卷，目录1卷；《图经》7卷。《新修本草》開創圖文對照之先河，“丹青綺煥，備庶物之形容”，可惜药图、图经在宋代后失传。
《新修本草》又被称为《唐本草》、《英公本草》，体例源自《本草经集注》，分类将《本草经集注》的草木、虫兽二部再細为草部、木部、兽禽部、虫鱼四部。《新修本草》正文部分收录了850种药，比前代药学家陶弘景的《本草经集注》新增药物114种，对古书未载的内容加以补充，内容有误者，重加修订，新增龍腦、安息香、胡椒、鬱金、訶子等新藥，還收录武则天的美容秘方，又載有以白锡、银箔、水银合成的补牙劑，是世界医学史上最早的补牙的文献记载。《新修本草》正式颁布天下之后就作为临床用药的法律和学术依据，流传了400余年，代表了中古时期中国中医药学发展的一个里程碑。日本《律令蜒喜式》记载：“凡医生皆读苏敬新修本草”。“凡读医经者，《太素》限四百六十日，《新修本草》三百一十日”。
《新修本草》亦有錯誤，例如蘇敬等人誤把楓樹當做楓香，如“炼丹”被列为上品之情形。陳藏器對該書進行補遺，編成《本草拾遺》。五代后蜀曾加以修订重刊《重广英公本草》，通常称《蜀本草》。敦煌石窟曾发现手抄本，现仅存殘本於大英博物馆和巴黎图书馆。日本人岡西為人輯有《新修本草》10卷。

## 延伸阅读
[在维基数据编辑]
 在维基文库阅读本作品原文（ 在维基共享资源阅览影像）